# 阿什拉夫·哈基米
阿什拉夫·哈基米·穆赫（阿拉伯语：أشرف حكيمي；1998年11月4日—），通常簡稱作哈基米，摩洛哥籍職業足球員，生於西班牙，現效力於法甲俱樂部巴黎聖日耳門，同時是摩洛哥國家足球隊成員。司職右後衛，也可擔任左後衛、右中場，目前世界最佳後衛之一。

## 早年生活
阿什拉夫在1998年11月4日出生於西班牙馬德里，父母親皆为摩洛哥移民，其在2006年加入皇家馬德里的青訓，在此之前他曾為奧菲格維的成員。

## 俱樂部生涯

### 皇家馬德里卡斯蒂利亞
歷經拉法布里卡的鍛鍊後，阿什拉夫於2016年6月獲晉升至皇家馬德里的預備隊皇家馬德里卡斯蒂利亞（前稱為皇家馬德里B隊）。不久後，他便跟隨一線隊往美國參加季前訓練營。
阿什拉夫的首秀是於2016年國際冠軍盃對陣巴黎聖日耳曼的比賽，該場比賽他們以1–3敗陣。他隨後回到B隊，並在2016年8月20日西乙B主場對上皇家社會B隊的比賽中首發登場。
2016年9月25日，阿什拉夫攻入其皇馬B隊的首個入球，助球隊扳平比分，免於在對上富恩拉夫拉達的比賽中全失三分。在球季期間，他披甲了28場（26次先發，總共2305分鐘），但卡斯蒂利亞只拿到第11名。球季結束後，他因還年少的關係而回到皇馬的青訓，並参加2017年西班牙青年國王杯的決賽。

### 皇家馬德里
2017年8月19日，阿什拉夫以丹尼尔·卡瓦哈尔替補的身份被提升至一線隊，並獲分配19號球衣。他在10月1日首次亮相於西甲賽場且正選上陣，該場比賽皇馬以2–0主場擊敗西班牙人。兩個月後的12月9日，阿什拉夫射入其西甲首球，助球隊以5–0大勝塞維利亞。在2017–18年歐洲冠軍聯賽期間，他曾出賽兩場，皇家馬德里亦奪得其第13座且為三連霸的歐聯冠軍。

### 多特蒙德
2018年7月11日，多特蒙德宣佈阿什拉夫以外借方式加盟的消息，據報雙方簽約兩年。
2020年2月，哈基米创造了一项德甲速度纪录，他在对阵柏林联盟的比赛中以36.48公里/小时（22.67英里/小时）的速度刷新了他在三个月前对阵RB莱比锡时创造的旧联赛纪录，即36.2公里/小时（22.5英里/小时）。

### 國際米蘭
2021年5月，阿什拉夫隨隊獲得2020-21賽季意甲冠軍，但国际米兰的老闆張康陽卻以財務困難為由要求主帥與球員們減薪，不少奪冠成員下賽季可能將離隊。而且，為了不違反歐足總的財政公平政策以確保下個賽季的歐冠參賽資格，國際米蘭不得不出售盧卡庫或阿什拉夫其中一人。最後，國際米蘭接受了巴黎聖日耳曼提出的60M歐元報價，出售了這名年輕的摩洛哥右後衛。

### 巴黎聖日耳曼
阿什拉夫于2021年7月6日与法甲俱乐部巴黎圣日耳曼签约，合同为期五年。

## 國家隊生涯

### 青年隊
在代表摩洛哥的U17隊和U20隊後，阿什拉夫於2016年6月4日首次代表U23隊出賽友賽，對手為喀麥隆的U23隊。

### 成年隊
2016年10月11日，阿什拉夫在對陣加拿大的比賽中於66分鐘替補弗亞德·查菲克上陣，完成其成年國際賽的首次亮相，該場比賽他們亦以4–0勝出，而他亦因為這場賽事成為皇家馬德里史上第一位摩洛哥國腳。阿什拉夫射入其第一個國家隊入球是在2017年9月1日，他於72分鐘攻破馬利的大門，取得摩洛哥的第四球，助球隊取得6–0的大勝。
2018年5月，阿什拉夫入選摩洛哥的2018年國際足協世界盃初選陣容，最後更名列在6月4日公佈的23人名單中。
阿什拉夫在2022卡達世界杯入選了摩洛哥國家足球隊的大名單，在小組賽的精彩表現，多次關鍵防守對手的進攻，以個人的爆發速度也參與了摩洛哥的進攻，讓摩洛哥小組賽三場只失一顆烏龍球，並且踢和2018年亞軍克羅埃西亞國家足球隊和爆冷擊敗2018年季軍比利時國家足球隊，16強面對無敵艦隊以控球實力打進攻的西班牙國家足球隊，和摩洛哥門將亞西恩·博諾、後衛納耶夫·阿格爾德、羅曼·塞斯死守了摩洛哥大門，以加時120分鐘0–0完賽踢PK大戰，操刀致勝一球並成功踢進正中央，帶領摩洛哥隊史第一次闖入世界杯八強，在面對葡萄牙國家足球隊也是以阿什拉夫為後防核心，以1–0完封對手，這是摩洛哥在16強分別復仇了2018國際足總世界盃小組賽不勝的西班牙和葡萄牙，也再次寫下歷史為摩洛哥隊史首次闖入四強，並且是非洲球隊第一次進入世界盃四強。
2024年7月，阿什拉夫作為三名超齡選手之一，以隊長身分入選摩洛哥在2024年巴黎奧運的陣容，2024年8月2日，摩洛哥國奧隊在八強面對美國，阿什拉夫在70分鐘取得進球，最終球隊以4–0大勝美國，2024年8月8日，摩洛哥在銅牌戰面對埃及，阿什拉夫在87分鐘打進一顆自由球，助摩洛哥以6–0大勝埃及奪得銅牌。

## 個人生活
阿什拉夫是一名穆斯林，多次前往麥加朝覲。他會說阿拉伯语、西班牙语、法语、英语、德语和意大利语。
2020年至2023年期間，他的妻子是一名西班牙演員。

## 生涯數據

### 俱樂部
最後更新：2018年7月11日
| 俱樂部               | 賽季     | 聯賽     | 聯賽 | 聯賽 | 盃賽 | 盃賽 | 州際賽 | 州際賽 | 其他 | 其他 | 總計 | 總計 |
| 俱樂部               | 賽季     | 聯賽     | 上陣 | 進球 | 上陣 | 進球 | 上陣   | 進球   | 上陣 | 進球 | 上陣 | 進球 |
| -------------------- | -------- | -------- | ---- | ---- | ---- | ---- | ------ | ------ | ---- | ---- | ---- | ---- |
| 皇家馬德里卡斯蒂利亞 | 2016–17  | 西乙B    | 28   | 1    | —    | —    | —      | —      | —    | —    | 28   | 1    |
| 皇家馬德里           | 2017–18  | 西甲     | 9    | 2    | 5    | 0    | 2      | 0      | 1    | 0    | 17   | 2    |
| 多特蒙德             | 2018–19  | 德甲     | 21   | 2    | 2    | 1    | 5      | 0      | —    | —    | 28   | 3    |
| 多特蒙德             | 2019–20  | 德甲     | 33   | 5    | 3    | 0    | 8      | 4      | 1    | 0    | 45   | 9    |
| 國際米蘭             | 2020–21  | 意甲     | 37   | 7    | 3    | 0    | 5      | 0      | —    | —    | 45   | 7    |
| 巴黎聖日耳門         | 2021–22  | 法甲     | 0    | 0    | 0    | 0    | 0      | 0      | 0    | 0    | 0    | 0    |
| 生涯總計             | 生涯總計 | 生涯總計 | 127  | 17   | 13   | 1    | 20     | 4      | 2    | 0    | 162  | 22   |

1. ↑  包括西班牙超級盃、歐洲超級盃和国际足联俱乐部世界杯

### 國家隊
最後更新：2022年12月17日
| 隊伍   | 年份 | 上陣 | 進球 |
| ------ | ---- | ---- | ---- |
| 摩洛哥 | 2016 | 1    | 0    |
| 摩洛哥 | 2017 | 5    | 1    |
| 摩洛哥 | 2018 | 12   | 0    |
| 摩洛哥 | 2019 | 10   | 1    |
| 摩洛哥 | 2020 | 4    | 1    |
| 摩洛哥 | 2021 | 9    | 2    |
| 摩洛哥 | 2022 | 20   | 3    |
| 總計   | 總計 | 61   | 8    |

### 國家隊入球
| 進球 | 日期           | 場館                                    | 對手           | 比分 | 結果 | 賽事                                      | 來源   |
| ---- | -------------- | --------------------------------------- | -------------- | ---- | ---- | ----------------------------------------- | ------ |
| 1    | 2017年9月1日   | 摩洛哥拉巴特，穆萊·阿布德拉赫王子體育場 |                | 4–0  | 6–0  | 2018年國際足協世界盃外圍賽 – 非洲區第三圈 | [ 23 ] |
| 2    | 2019年11月19日 | 布瓊布拉，因特瓦里體育場                |                | 3–0  | 3–0  | 2021年非洲國家盃外圍賽                    | [ 31 ] |
| 3    | 2020年11月13日 | 摩洛哥卡薩布蘭卡，穆罕默德五世體育場    | 中非           | 1–0  | 4–1  | 2021年非洲國家盃外圍賽                    |        |
| 4    | 2021年6月12日  | 摩洛哥拉巴特，穆萊·阿布德拉赫王子體育場 | 布吉納法索     | 1–0  | 1–0  | 友誼賽                                    |        |
| 5    | 2021年10月6日  | 摩洛哥拉巴特，穆萊·阿布德拉赫王子體育場 |                | 1–0  | 5–0  | 2022年國際足協世界盃外圍賽 – 非洲區第二圈 |        |
| 6    | 2022年1月18日  | 喀麦隆雅溫得，阿赫馬杜·阿希喬體育場     | 加彭           | 2–2  | 2–2  | 2021年非洲國家盃小組賽                    |        |
| 7    | 2022年1月25日  | 喀麦隆雅溫得，阿赫馬杜·阿希喬體育場     |                | 2–1  | 2–1  | 2021年非洲國家盃十六強賽                  |        |
| 8    | 2022年3月29日  | 摩洛哥卡薩布蘭卡，穆罕默德五世體育場    | 刚果民主共和国 | 4–0  | 4–1  | 2022年國際足協世界盃外圍賽 – 非洲區第三圈 |        |

## 榮譽

### 俱乐部
皇家馬德里卡斯蒂利亞
- 西班牙青年國王杯冠軍：2017[32]

皇家馬德里
- 歐洲冠軍聯賽冠軍：2017–18
- 歐洲超級盃冠軍：2017
- 世界冠軍球會盃冠軍：2017
- 西班牙超級盃冠軍：2017

多特蒙德
- 德國超級盃冠軍：2019[33]

国际米兰
- 意大利足球甲级联赛冠軍：2020-21[19]

巴黎聖日耳曼
- 法國足球甲級聯賽冠軍：2021-22、2022-23、2023–24[34]、2024–25
- 法國超級盃冠軍：2022、2023
- 法國杯冠軍：2024
- 欧洲冠军联赛冠軍：2024-25
- 歐洲超級盃冠軍：2025

### 國家隊
摩洛哥
- 國際足總世界盃殿軍：2022

 摩洛哥U23
- 奧運會足球比賽銅牌：2024

### 個人
- 非洲年度最佳新人獎（英语：CAF Awards）：2018、2019[35]
- 摩洛哥最佳海外球员：2020–21

## 外部連結
- 阿什拉夫·哈基米在BDFutbol中的档案
- Soccerway資料庫：阿什拉夫·哈基米